# Ralph L. Thomas
Ralph L. Thomas (São Luís, 8 de septiembre de 1939) es un guionista y director de cine canadiense.
Thomas nació en la localidad brasileña de São Luís, donde sus padres ejercían de misioneros baptistas. Estudió en la Universidad de Toronto durante dos años antes de comenzar a escribir en el Toronto Star en 1963.
Está casado con la productora de cine Vivienne Leebosh. Antes lo estuvo de la política canadiense Dorothy Thomas.
Dirigió su primera película en 1977 para la CBC/Radio-Canada, una producción para televisión llamada Tyler. Continuó dirigiendo películas para televisión algunos años más hasta que finalmente llegó su debut en el cine con Ticket to Heaven. La cinta fue premiada como la mejor película del año en los Premios Genie y Thomas fue nominado en la categoría de mejor director.
Su siguiente película, The Terry Fox Story, sobre la vida del atleta y activista canadiense Terry Fox fue nominada a ocho premios Genie, de los que consiguió cinco. 
Thomas continuó dirigiendo películas para televisión hasta su retiro en 1996.

## Filmografía
- Tyler (Telefilm, 1977)
- Every Person Is Guilty (Telefilm, 1979)
- Cementhead (TV movie, 1979)
- Ambush at Iriquois Point (Telefilm, 1979)
- A Paid Vacation (Telefilm, 1980)
- Ticket to Heaven (1981)
- The Terry Fox Story (1983)
- The Crowd (Episodio de The Ray Bradbury Theater, 1985)
- Apprentice to Murder (1988)
- The First Season (1988)
- Vendetta II: The New Mafia (Telefilm, 1993)
- Young Ivanhoe (Telefilm, 1995)
- A Young Connecticut Yankee in King Arthur's Court (1996)